# Gare de Gouda
La gare de Gouda est la gare principale de Gouda, aux Pays-Bas. La station fut mise en service le 21 mai 1855, à l'occasion de l'ouverture de la ligne Utrecht - Rotterdam par la Nederlandsche Rhijnspoorweg-Maatschappij (Compagnie des chemins de fer néerlandais du Rhin). La ligne Gouda - La Haye fut ouverte en 1870 et la connexion directe des gares de Gouda et d'Alphen-sur-le-Rhin fut établie en 1934.
Les trains circulant entre La Haye-Central Rotterdam-Central et Utrecht-Central passent par la station, ainsi que la ligne RijnGouweLijn qui relie Gouda à Alphen-sur-le-Rhin.
En novembre 1944, pendant la Seconde Guerre mondiale, la gare disposant d'une localisation stratégique fut bombardée par la Royal Air Force. Le bâtiment principal de la gare était gravement endommagé. De nos jours, des traces du bombardement sont encore visibles sur les plates-formes 3 et 5. En 1948, un nouveau bâtiment fut construit sur le premier étage restant du vieux bâtiment. En 1984, celui-ci fut remplacé par l'édifice actuel.